# Boogerman: A Pick and Flick Adventure
Boogerman: A Pick and Flick Adventure är ett plattformsspel utvecklat av Interplay, och utgivet 1994 till Sega Mega Drive och 1995 till SNES. Sega Mega Drive-versionen släpptes till Wiis Virtual Console i Nordamerika den 24 november 2008 och i Europa den 12 december samma år.
Huvudpersonen är professor Stinkbaum.

### Fotnoter
1. ↑  ”Super NES Games” (på engelska). Nintendo of America. Arkiverad från originalet den 14 juni 2011. https://web.archive.org/web/20110614155658/http://www.nintendo.com/consumer/gameslist/manuals/snes_games.pdf. Läst 3 maj 2014.
2. ↑  Nintendo staff (24 november 2008). ”Two WiiWare Games and One Virtual Console Game Added to Wii Shop Channel”. Nintendo of America. http://www.nintendo.com/whatsnew/detail/r_xYaLI0-qYKNyvfl1VGlisdF5TwKF3z. Läst 24 november 2008.